# الغربي والجبل (بني سعد)

تعديل مصدري - تعديل

الغربي والجبل هي إحدى قرى عزلة بني الازراق بمديرية بني سعد التابعة لمحافظة المحويت، بلغ تعداد سكانها 194 نسمة حسب تعداد اليمن لعام 2004.